# UFC 89
UFC 89: Bisping vs. Leben（ユーエフシー・エイティナイン：ビスピン・ヴァーサス・リーベン）は、アメリカ合衆国の総合格闘技団体「UFC」の大会の一つ。2008年10月18日、イングランド・バーミンガムのナショナル・インドア・アリーナで開催された。

## 大会概要
開催地のイギリスをはじめ、ヨーロッパの選手が数多く出場した。メインイベントではマイケル・ビスピンが登場し、クリス・リーベンを判定で下しミドル級転向後の連勝を3に伸ばした。
郷野聡寛がUFC 78以来11か月振りに復帰し、CAGE FORCEウェルター級トーナメント準優勝者でUFC初参戦のダン・ハーディーと対戦、1-2の判定で敗北した。
なお、当初予定されていたライトヘビー級のリョート・マチダ対チアゴ・シウバ戦は、シウバの怪我により中止となった。
本大会はナンバーシリーズであるがPPV放送は実施されず、メインカードがSpike TVで無料中継された。
CFFC・ROCライト級統一王者ジム・ミラー、キャリア5戦全勝のニール・ウェインがUFCデビュー。

## 試合結果

### プレリミナリィカード
第1試合 ライト級 5分3R
○  ペール・エクルンド vs.  サミー・スチアボ ×
3R 1:47 チョークスリーパー
第2試合 ライト級 5分3R
○  ジム・ミラー vs.  デビッド・バロン ×
3R 3:19 チョークスリーパー
第3試合 ライト級 5分3R
○  テリー・エティム vs.  サム・スタウト ×
3R終了 判定3-0（29-28、29-28、30-27）
第4試合 ウェルター級 5分3R
○  デビッド・ベルクヘーデン vs.  ジェス・リアウディン ×
3R終了 判定3-0（29-28、29-28、30-27）
第5試合 ヘビー級 5分3R
○  シェイン・カーウィン vs.  ニール・ウェイン ×
3R 1:31 TKO（レフェリーストップ：マウントパンチ）
第6試合 ウェルター級 5分3R
○  ダン・ハーディー vs.  郷野聡寛 ×
3R終了 判定2-1（29-28、28-29、29-28）

### メインカード
第7試合 ウェルター級 5分3R
○  マーカス・デイヴィス vs.  ポール・ケリー ×
2R 2:16 フロントチョーク
第8試合 ウェルター級 5分3R
○  クリス・ライトル vs.  ポール・テイラー ×
3R終了 判定3-0（29-28、29-28、30-27）
第9試合 ライトヘビー級 5分3R
○  ルイス・カーニ vs.  ソクジュ ×
2R 4:15 TKO（レフェリーストップ：右フック→パウンド）
第10試合 ライトヘビー級 5分3R
○  キース・ジャーディン vs.  ブランドン・ヴェラ ×
3R終了 判定2-1（29-28、28-29、29-28）
第11試合 ミドル級 5分3R
○  マイケル・ビスピン vs.  クリス・リーベン ×
3R終了 判定3-0（30-27、30-27、29-28）

### 各賞
ファイト・オブ・ザ・ナイト： クリス・ライトル vs. ポール・テイラー
ノックアウト・オブ・ザ・ナイト： ルイス・カーニ
サブミッション・オブ・ザ・ナイト： ジム・ミラー
各選手にはボーナスとして40,000ドルが支給された。